# Alkidamas (Sohn des Aktaios)
Alkidamas (altgriechisch Ἀλκιδάμας Alkidámas /alkidaːmas/) ist in der griechischen Mythologie der Sohn des Aktaios.
Der aus Mysien stammende Alkidamas wurde laut Johannes Tzetzes, der einzigen Quelle, von Neoptolemos vor Troja getötet.